# Wiedemannia
Wiedemannia is een geslacht van insecten uit de familie van de dansvliegen (Empididae), die tot de orde tweevleugeligen (Diptera) behoort.

## Soorten
- W. aequilobata Mandaron, 1964
- W. aerea Vaillant, 1967
- W. alpina (Engel, 1918)
- W. andreevi Joost, 1982
- W. angelieri Vaillant, 1967
- W. aquilex (Loew, 1869)
- W. ariadne Wagner, 1981
- W. armata (Engel, 1918)
- W. arvernensis Vaillant, 1964
- W. balkanica Wagner, 1981
- W. beckeri (Mik, 1889)
- W. berthelemyi Vaillant & Vincon, 1987
- W. bicuspidata (Engel, 1918)
- W. bifida Vaillant, 1964
- W. bilobata Oldenberg, 1910
- W. bistigma (Curtis, 1834)
- W. bohemani (Zetterstedt, 1838)
- W. braueri (Mik, 1880)
- W. brevilamellata Wagner, 1985
- W. carpathica Vaillant, 1967
- W. corsicana Vaillant, 1964
- W. czernyi (Bezzi, 1905)
- W. debilis Collin, 1961
- W. digitata Vaillant & Vincon, 1987
- W. dinarica Engel, 1940
- W. dolichocephala Vaillant, 1964
- W. dyonysica Vaillant, 1990
- W. erminea (Mik, 1887)
- W. falcifera Vaillant, 1967
- W. fallaciosa (Loew, 1873)
- W. graeca Vaillant & Wagner, 1990
- W. gubernans Melander, 1928
- W. hastata (Mik, 1880)
- W. hygrobia (Loew, 1858)
- W. insularis Collin, 1927
- W. jadzewskii Niesiolowski, 1987
- W. kacanskae Horvat, 1993
- W. kroatica Wagner, 1981
- W. lagunae (Becker, 1908)
- W. lamellata (Loew, 1869)
- W. lepida (Melander, 1902)
- W. longicornis (Mik, 1887)
- W. lota Walker, 1851
- W. microstigma (Bezzi, 1904)
- W. mikiana (Bezzi, 1899)
- W. mirousei Vaillant, 1956
- W. nevadensis Wagner, 1990
- W. oredonensis Vaillant, 1967
- W. ornata (Engel, 1918)
- W. ouedorum Vaillant, 1952
- W. oxystoma (Bezzi, 1905)
- W. phantasma (Mik, 1880)
- W. pirata (Mik, 1880)
- W. pohoriana Horvat, 1993
- W. pyrenaica Vaillant, 1967
- W. quercifolia (Engel, 1918)
- W. queyarasiana Vaillant, 1956
- W. rhynchops (Nowicki, 1868)
- W. rivulorum Wagner, 1990
- W. simplex (Loew, 1862)
- W. stylifera Mik, 1889
- W. thienemanni Wagner, 1982
- W. thomasi Vaillant, 1968
- W. tiburica Wagner & Cobo, 2001
- W. tricuspidata (Bezzi, 1905)
- W. vaillanti Joost, 1981
- W. veletica Vaillant & Chvala, 1973
- W. wachtli (Mik, 1880)
- W. zetterstedti (Fallen, 1826)
- W. zwicki Wagner, 1982